# Pilumno
Pilumno (em latim: Pilumnus), na mitologia romana, era o deus protetor dos recém-nascidos. Seu nome provém do pilão para triturar cereais. É mencionado junto de Picumno e seria avô de Turno, rei dos rútulos e pai de Dauno.